# Stupid Love (пісня Леді Гаги)
«Stupid Love» (з англ. «Безглузда любов») — дебютний сингл із шостого студійного альбому «Chromatica» американської співачки Леді Ґаґи, випущений 28 лютого 2020 року під лейблом Interscope Records. Пісня отримала позитивні оцінки від музичних критиків і досягла вершини у чартах Шотландії, Угорщини та Сальвадору, а також увійшло у п'ятірку кращих у чарті США Billboard Hot 100 та Великої Британії UK Singles Chart.

## Список пісень
Цифрове завантаження
1. "Stupid Love" – 3:13

7"/касета/CD
1. "Stupid Love" – 3:13
2. "Stupid Love" (інструментальна версія) – 3:13

Цифрове завантаження (Vitaclub Warehouse Mix)
1. "Stupid Love" (Vitaclub Warehouse Mix) [за уч. Vitaclub] – 3:40